# Heine Jensen
Heine Ernst Jensen (født 11. februar 1977 i Thisted) er en dansk håndboldtræner, der til daglig er cheftræner for det norske herrehold og frem til kontraktudløb  i sommere 2025 træner for ØIF Arendal.
Som spiller har han bl.a. spillet for Stord IL i Norge.
Jensen har siden 2006 været kæreste med Mette Ommundsen., den tidligere Sola HK, Tertnes IL og HC Leipzig-spiller

## Trænerkariere
Jensen har været træner i Stord og Sola Håndball.
I 2007 blev kæresten Mette Ommundsen klar til HC Leipzig, og Jensen blev træner for holdet SV Union Halle-Neustadt.
Siden 2008 har Jensen trænet kvinderne i HC Leipzig, der vandt det tyske mesterskab i 2009 og 2010.
Det tyske håndboldforbund frigav Jensen fra sin kontrakt som hovedtræner i HC Leipzig den 25. marts 2011, hvorefter at han engagerede sig som træner for det tyske landshold i 2012.
Jensen havde begge job til den 30. juni 2011. Derefter havde han kun ansvaret for kvindelandsholdet.
Jensen ledede første gang Tyskland i et mesterskab under VM 2011 i Brasilien.
I 2019, blev han præsenteret som ny landstræner for Kinas kvindehåndboldlandshold.